# Goscelin

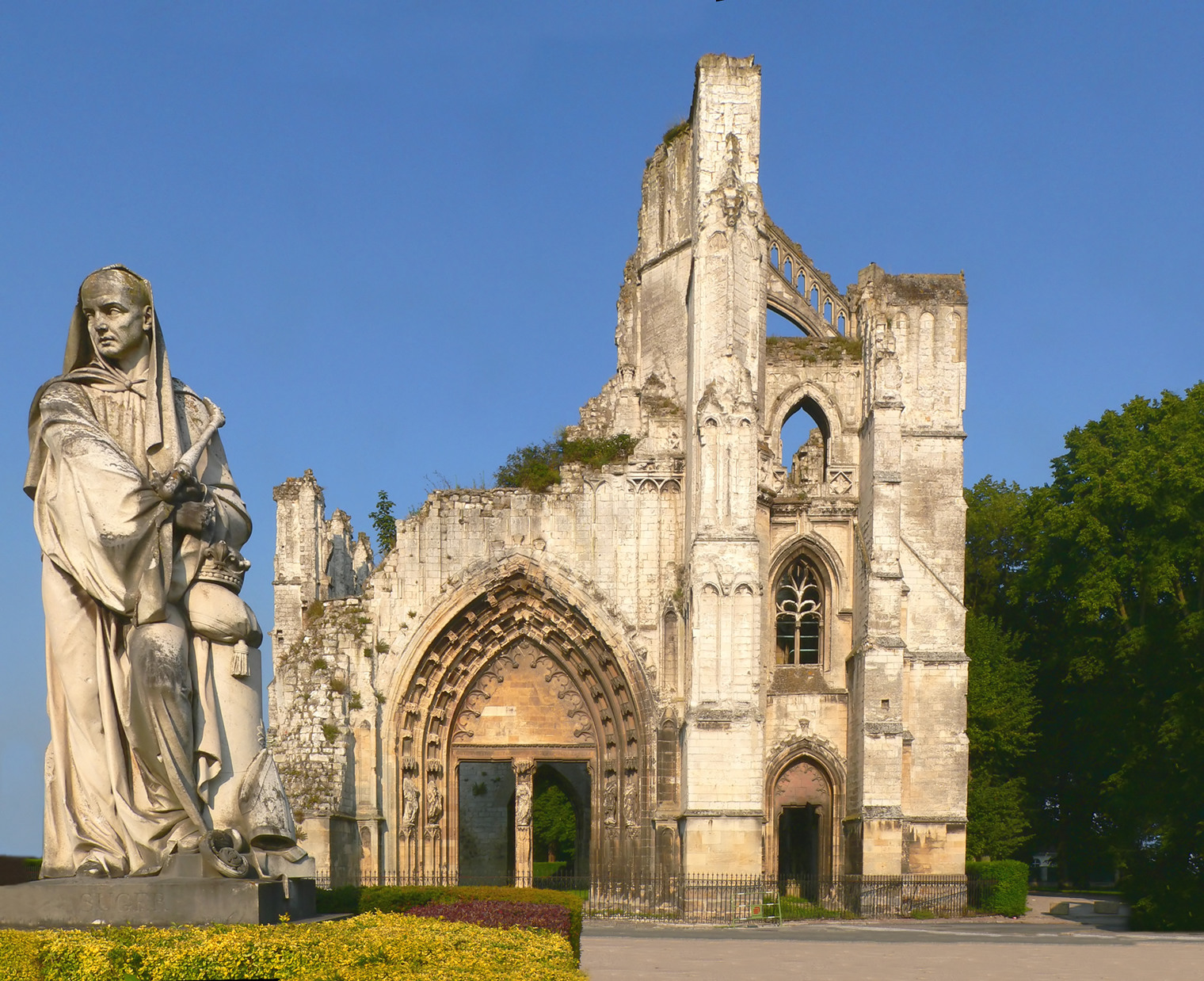
Ruinas de la abadía de San Bertino, donde profesó como monje Goscelin.

Goscelin de San Bertino, también conocido como Goscelin de Saint-Bertin o Goscelin de Canterbury (c. 1020-1035 - después de 1107) fue un monje benedictino y escritor hagiográfico inglés. Flamenco o brabante por nacimiento y se convirtió en monje de la abadía de San Bertino en Saint-Omer (Francia). Goscelin visitó muchos monasterios y catedrales de toda Inglaterra, donde recogió diversos materiales para sus numerosas biografías de santos ingleses.

## Vida

### Flandes
Según Guillermo de Malmesbury, Goscelin fue un monje de San Bertino. Por otro lado, como autor de la Vita Amalbergae virginis, parece estar muy bien informado sobre la tradición hagiográfica de Flandes y Brabante, más especialmente la relacionada con la abadía de San Pedro de Gante. Probablemente se quedó allí durante varios años.

### Inglaterra
También según Guillermo de Malmesbury, Goscelin llegó a Inglaterra con Herman, obispo de Sherborne, hacia 1058. De acuerdo con el testimonio de Goscelin en su Liber Confortatorius, sin embargo, ya había visitado Potterne y Bishops Cannings entre 1048 y 1055, cuando la sede de Herman estaba todavía ubicada en Ramsbury. Goscelin fue el secretario del obispo, además de capellán de las monjas de Wilton hasta la muerte de Herman en 1078. El obispo fue sucedido por san Osmundo, de Goscelin en su Liber confortatorius dice que era como un "rey que no conocía José".
Estuvo en Ely haci 1082, donde escribió una vida de san Æthelthryth. Entre 1087 y 1092, en Ramsey, compiló una vida de san Ivo o Ives. En 1098 viajó a Canterbury, donde escribió su relato de la traslacón de las reliquias de san Agustín de Canterbury y sus compañeros, que habían tenido lugar en 1091. Esta obra está dedica a san Anselmo de Canterbury, y fue probablemente su último trabajo. Guillermo de Malmesbury alaba su obra en los términos más elogiosos. 
El obituario de Canterbury, citado por Wharton, da el 15 de mayo como día de su muerte, pero no recoge el año. Estaba todavía vivo en 1107, cuando se le pidió revisar una hagiografía.

## Estilo literario
Sus obras son, mayoritariamente, vidas de santos ingleses, principalmente de aquellos conectados con Canterbury, donde pasó sus últimos años. Algunos de ellos han sido impresos por los Bolandistas, Jean Mabillon y Jacques-Paul Migne. Otros figuran en manuscritos en el Museo Británico (Londres) y en Cambridge. Una lista completa de sus escritos conocidos se da en el octavo volumen de la Histoire littéraire de Francia. Su principal obra fue la vida de san Agustín de Canterbury, basada en registros antiguos y dividida en dos partes, una "Historia major" (Mabillon, Acta SS. O.S.B., I) y una "Historia minor" (Wharton, Anglia Sacra, I). Su método parece haber sido suelen tomar algunos escritos antiguos como base y reproducir su trabajo, con su propio estilo.
El Liber Confortatorius, dedicado a Eve de Wilton, una antigua alumna que marchó a Angers para vivir como una ermitaña, es una especie de "Carta de consuelo", recordando a Eve su vocación y recogiendo los sentimientos de Goscelin acerca de su repentina partida. La estrecha relación entre Eva y Goscelin ha sido comparada con la historia de amor entre Abelardo y Eloísa.
Según Guillermo de Malmesbury, Goscelin también fue un experto músico.

## Obras
Además de las biografías reseñadas, otras muchas Vidas han sido atribuidas a Goscelin, como la de san Suituno de Winchester, san Grimbaldo y san Mildburg, cuya autoría es más bien dudosa.

### Flandes (Gante)
- Vita S. Amalbergae virginis (ed. J.B. Sollerius, Acta Sanctorum mensis Julii III (1723) 90-102).

### Sherborne y Wilton (Wessex)
- Poco después de 1078: Life of St Wulfsige (of Sherborne), ed. C.H. Talbot, "The life of Saint Wulsin of Sherborne by Goscelin." Revue Bénédictine 69 (1959): 68–85; tr. Rosalind C. Love (2005). «The Life of St Wulfsige of Sherborne by Goscelin of Saint-Bertin: A New Translation with Introduction, Appendix and Notes».  En Katherine Barker, David A Hinton and Alan Hunt, ed. St Wulfsige and Sherborne: Essays to Celebrate the Millennium of the Benedictine Abbey, 998-1998. Oxford. pp. 98-123.
- 1080-1082: Liber confortatorius, ed. Stephanie Hollis, Writing the Wilton Women: Goscelin's Legend of Edith and Liber Confortatorius. Medieval Women Texts and Contexts 9. Turnhout: Brepols, 2004; ed. C.H. Talbot, The Liber confortatorius of Goscelin of Saint Bertin. 1955. 1–117; tr. Monika Otter, Goscelin of St Bertin. Book of Encouragement and Consolation (Liber Confortatorius). Library of Medieval Women. Cambridge, 2004.
- Life of St Edith (of Wilton), ed. Stephanie Hollis, Writing the Wilton Women: Goscelin’s Legend of Edith and Liber Confortatorius. Medieval Women Texts and Contexts 9. Turnhout: Brepols, 2004.

### Anglia Oriental
- "Life and Miracles of St Ivo", ed. W.D. Macray, Chronicon Abbatiae Rameseiensis. London, 1886. lix-lxxxiv.
- Lives of female saints of Ely, ed. and tr. Rosalind C. Love, Goscelin of Saint-Bertin. The Hagiography of the Female Saints of Ely. OMT. Oxford, 2004.
  - "Life of St Æthelthryth", obra perdida.
  - Vita S. Wihtburge "Life of St Wihtburh"
  - Lectiones in festivitate S. Sexburge, "The Lesson on the Feast of St Seaxburh.
  - Lectiones in natalis S. Eormenhilde "Lessons on the anniversary feast of St Eormenhild".
  - "Life of St Waerburh", ed. Carl Hostmann, traducción de Henry Bradshaw, The Life of Saint Werburge of Chester. EETS. Londres, 1887.

### Abadía de Barking (Essex)
- Lives of the female saints of Barking Abbey, ed. M.L. Colker, "Texts of Jocelyn of Canterbury which relate to the history of Barking Abbey." Studia Monastica 7.2 (1965). 383-460.
  - "Life and Miracles of St Wulfhild" (pp. 418–34)
  - "Life of St Æthelburh"
  - "Life of St Hildelith"

### San Agustín, Canterbury
- Historia maior
- Historia minor
- Liber de miraculis S. Augustini e Historia translationis S. Augustini, ed. Patrologia Latina 80 (1850). 43–94, 485–520. Sobre un milagro ocurrido durante la traslación de las reliquias de san Agustín de Canterbury con el herrero del monasterio Spearhafoc.
- Vita S. Laurentii (Lorenzo de Canterbury)
- Vita et miracula S. Melliti (Melitón de Canterbury)
- Vita S. Iusti (Justo de Canterbury)
- Vita S. Honorii (Honorio de Canterbury)
- Vita S. Deusdedit (Adeodato de Canterbury)
- Vita S. Theodori
- Vita, translatio et miraculi Adriani
- Vita et miraculi S. Letardi

### Kent
- "Life of St Mildrith (of Minster-in-Thanet)", ed. D.W. Rollason, "Goscelin of Canterbury's account of the translation and miracles of St Mildrith (BHL 5961/4). An edition with notes." Mediaeval Studies 48 (1986): 139–210; ed. Rollason, The Mildrith Legend. A Study of Early Medieval Hagiography in England. Leicester, 1982. 105-43 (basado en MS BHL 5960).